# Cap Occidental
El Cap Occidental és una de les noves províncies de Sud-àfrica. Limita al nord amb la província del Cap Septentrional i a l'oest amb la del Cap Oriental.

## Divisió administrativa
La província es divideix en cinc municipis subdividits en 24 municipalitats:
- Ciutat del Cap

- West Coast
  - Matzikama
  - Cederberg
  - Bergrivier
  - Saldanha Bay
  - Swartland

- Cape Winelands
  - Witzenberg
  - Drakenstein
  - Stellenbosch
  - Breede Valley
  - Breede River / Winelands

- Overberg
  - Theewaterskloof
  - Overstrand
  - Cape Agulhas
  - Swellendam

- Eden
  - Kannaland
  - Hessequa
  - Mossel Bay
  - George
  - Oudtshoorn
  - Bitou
  - Knysna

- Central Karoo
  - Laingsburg
  - Prince Albert
  - Beaufort West

## Flora i Ecologia
La divisió administrativa conté la Regió Florística del Cap i les ecoregions del Fynbos i Renosterveld montans i Fynbos i renosterveld de terres baixes.